# Július Kišiday
Július Kišiday (16. dubna 1940 Krásna –?), uváděný též jako Július Kisiday, byl slovenský fotbalista.

## Hráčská kariéra
Odchovanec Tatranu Krásna hrál v československé lize za VSS Košice, aniž by skóroval.

### Prvoligová bilance
| Ročník          | Zápasy | Góly | Minuty | Klub          |
| --------------- | ------ | ---- | ------ | ------------- |
| I. liga 1968/69 | 1      | 0    | 77     | TJ VSS Košice |
| CELKEM I. LIGA  | 1      | 0    | 77     |               |